# Ruprechtia laxiflora
Ruprechtia laxiflora, también conocida como Viraró, Viraró crespo, marmelero, ibirá o guarapitá es una especie fanerógama de hábito arbóreo o en algunos casos arbustivo, de entre 8 a 30 metros de alto. Pertenece a la familia Polygonaceae y su distribución nativa abarca el noreste de Argentina, el sur del Brasil y de Paraguay y el noroeste de Uruguay,y sur de bolivia siendo abundante principalmente en los bosques ribereños y zonas aluviales. Es una especie dioica con flores pequeñas, las masculinas blanco verdosas y las femeninas rosadas, ambas en racimos. Posee un fruto de tipo aquenio, que conserva los sépalos de la flor, primero verdosos y luego rojizos, que utiliza para la dispersióny que son valorados por su uso ornamental. 

## Nombres comunes
- Guaraní: yvyra piu guasu
- Castellano: marmelero, ibirá, guarapitá, viraró blanco

Árbol mediano de 8-15 y hasta 30 m de altura, de copa regular, tronco de 3 a 9 dm de diámetro, follaje verde intenso, de corteza muy rugosa, de 35 mm de espesor; hojas compuestas, de 1 dm de largo, pecioladas. Flores, de 1 cm de largo, en racimos de 7-9 cm de largo, verde amarillentas. Fruto de 5 cm de ancho. Semilla alargada, cilíndrica.

## Área de dispersión
NEA nordeste argentino, sur de Brasil y de Paraguay, Uruguay sur de .Bolivia

## Usos
Posee madera color amarillenta, al cortar agradable y delicado aroma, con textura fina y homogénea, un grano derecho, veteado y espigado. Se caracteriza por tener un duramen pardo rosáceo denso. Además, tiene un secado rápido y produce rajaduras y grietas. Es difícil de aserrar, cepillado y lijado fácil, excelente acabado. Dura para clavar y atornillar, muy buen agarre. Densidad 740 kg/m³. Para carpintería, sillas, tirantería, machimbres, y mobiliario en general.
Ha sido objeto de investigación por sus propiedades antioxidantes y gastroprotectoras en relación a su capacidad de cicatrizar el tejido gástrico en el tratamiento de úlceras estomacales en ratas, gracias a la presencia de metabolitos secundarios como los flavonoides.